# Humphrey Stafford, I duca di Buckingham
Humphrey Stafford, sesto conte di Stafford e primo duca di Buckingham (Stafford, 15 agosto 1402 – Northampton, 10 luglio 1460), è stato un militare inglese che partecipò come comandante militare sia alla guerra dei cent'anni contro la Francia, sia alla guerra delle due rose.
Venne insignito del titolo di duca di Buckingham nel 1444 e perse la vita durante una delle battaglie della guerra delle due rose.

## Gli incarichi e i titoli
Humphrey nacque a Stafford, nella regione inglese dello Staffordshire, figlio del conte Edmund Stafford e di sua moglie Anne di Gloucester, di stirpe reale essendo la figlia di Tommaso Plantageneto, I duca di Gloucester, ultimogenito di Edoardo III d'Inghilterra. 
Quando Humphrey aveva un anno suo padre morì alla Battaglia di Shrewsbury nel luglio del 1403 ed egli divenne possessore di numerose terre oltre che del titolo di sesto conte di Stafford. Le proprietà di cui divenne il padrone erano sparse in diverse contee, ma più della metà erano di appannaggio della madre motivo per cui egli ricevette una rendita ridotta, pari a poco meno di 1260 £, fino al compimento del suo sedicesimo compleanno. Fino a che non divenne maggiorenne Humphrey fu posto sotto la tutela reale di Enrico IV d'Inghilterra e della moglie Giovanna di Navarra.
Il 22 aprile 1421, all'età di diciannove anni, divenne cavaliere e nel 1424 entrò a far parte del Consiglio Privato, dopo che era già entrato a far parte del consiglio di reggenza a seguito della morte di Enrico V d'Inghilterra avvenuta nel 1422. In queste vesti esercitò una moderata influenza sulle lotte di potere che in quegli anni si consumarono fra Umfredo Plantageneto ed Enrico Beaufort entrambi parenti del giovane Enrico VI d'Inghilterra. Per i suoi meriti e per la nobiltà della sua nascita venne insignito del titolo di membro dell'Ordine della Giarrettiera nel 1429.
Per due anni, tra il 1430 ed il 1432 fu Lieutenant-General (Luogotenente Generale) di Normandia e nel 1431 fu nominato conte di Perche, una provincia normanna occupata dagli inglesi e controllata da re Enrico VI. Questo titolo era molto importante per quello che riguardava la salvaguardia dei territori controllati dalla corona inglese in terra francese.
Alla morte della madre nel 1438 Humphrey ricevette quanto restava della sua eredità compreso il titolo di Conte di Buckingham il 14 settembre 1444 egli fu nominato primo duca di Buckingham facendo di lui uno dei più grandi proprietari terrieri d'Inghilterra. Tre anni dopo gli venne donata la precedenza su ogni altro duca che non fosse di sangue reale. A dispetto di tutti questi onori durante il periodo in cui fu Capitano di Calais Humphrey fu spesso in difficoltà con le spese, egli era infatti responsabile che l'intera guarnigione venisse stipendiata e quando lasciò l'incarico nel 1451 la corona gli era debitrice di una somma ingente che non era ancora stata ripagata.
Nel 1450 Umfredo divenne Lord guardiano dei cinque porti e Conestabile del Castello di Dover, rappresentò la corona nei colloqui di pace con la Francia fra il 1445 e il 1446 e fu fra coloro che arrestarono Umfredo Plantageneto il 18 febbraio 1447 con l'accusa di tradimento.

## La guerra dei cugini
Fin dal 1451 il Consiglio privato andò nelle mani di Edmund Beaufort, II duca di Somerset ed Humphrey lo supportò nel tentativo di mantenere la pace fra lui e Riccardo Plantageneto, III duca di York. Dall'agosto 1453 Enrico VI andò in una sorta di stato catatonico e York venne nominato Protettore del regno, quando il re si riprese due anni dopo annullò molte delle decisioni da lui prese e in breve scoppiò la guerra che divenne nota come la Guerra delle due rose. Per quanto Humphrey fosse un sostenitore di Somerset e per quanto sua figlia Margaret fosse sposata con Edmund Beaufort, II duca di Somerset egli era restio a prendere le armi per schierarsi con lui. Quando Somerset venne arrestato per ordine di York Humphrey riuscì a farlo rilasciare nel febbraio 1455 ed egli stava cercando ancora di mediare la pace alla vigilia della Prima battaglia di St Albans il 22 maggio. Humphrey comandò uno dei contingenti di Enrico e benché la battaglia portò con sé poche perdite vide non solo la vittoria di York, ma anche la morte di Somerset che cadde nello scontro ed egli stesso venne catturato. York era riuscito a piegare la politica inglese al proprio comando, si nominò Conestabile d'Inghilterra e quando Enrico tornò ad ammalarsi egli tornò ad essere il Protettore del regno
Humphrey cercò di mantenere un rapporto civile con York e per questo perse la stima della regina Margherita d'Angiò, egli si oppose alla decisione della sovrana di togliere il proprio fratellastro Henry Bourchier, I conte di Essex (fra il 1404 e il 1406-4 aprile 1483) e Thomas Bourchier rispettivamente dagli incarichi di Lord gran tesoriere e Vescovo quanto ella disapprovò il fatto che egli più di una volta supportò York nelle decisioni di stampo militare. Alla fine comunque Humphrey si schierò con i Lancaster e accompagnò Margherita all'incontro con gli York che si tenne il 2 marzo 1458 e che doveva essere un tentativo di pacificazione. Quando nell'autunno 1459 le ostilità si rinfocolarono nuovamente sfociando nella Battaglia di Ludford Bridge egli combatté contribuendo alla disfatta degli yorkisti e venne ricompensato con diverse terre provenienti dalle proprietà di William Odhall (1390forse-1460).
Richard Neville, XVI conte di Warwick ricompattò quindi le proprie forze attraccando a Sandwich nel luglio del 1460. La Battaglia di Northampton si andava profilando ed Humphrey non si dichiarò disposto ad ulteriori conciliazioni con gli inviati mandati da Warwick. La battaglia scoppiò il 10 luglio 1460 e le sue sorti furono cambiate dall'improvviso volta faccia di Edmund Grey, I conte di Kent (26 ottobre 1416-22 maggio 1490) che ordinò ai propri uomini di deporre le armi e permettere il passaggio degli yorkisti. Nello scontro Humphrey perse la vita insieme a John Talbot, II conte di Shrewsbury e a Thomas Percy, I barone di Egremont

## Famiglia
Stafford sposò Anne Neville (1408-1480) figlia di Ralph Neville, I conte di Westmorland e di Joan Beaufort prima del 18 ottobre 1424 presso Castello di Raby. Dalla loro unione nacquero dieci figli, sei maschi e quattro femmine:
- Humphrey Stafford, conte di Stafford (prima del 1425-forse 22 maggio 1458), sposò Margaret Beaufort e morì di peste. Dal loro matrimonio nacque Henry Stafford, II duca di Buckingham
- Henry Stafford (1425circa-1471), terzo marito di Margaret Beaufort figlia di John Beaufort, I duca di Somerset, attraverso il matrimonio divenne il patrigno di Enrico Tudor
- Edward Stafford
- Catherine Stafford (1437-26 dicembre 1476), sposò John Talbot, III conte di Shrewsbury
- George Stafford (nato 1439)
- William Stafford (nato 1439)
- John Stafford, I conte di Wiltshire (24 novembre 1427-8 maggio 1473)
- Joan Stafford (1442-1484)
- Anne Stafford (1446-1472)
- Margaret Stafford

|                                            |                           |                                          | Genitori                                         |  |  | Nonni |  |  | Bisnonni                             |  |  | Trisnonni                             |  |
|                                            |                           |                                          |                                                  |  |  |       |  |  | Ralph Stafford, primo conte Stafford |  |  | Edmund de Stafford, I barone Stafford |  |
|                                            |                           |                                          |                                                  |  |  |       |  |  | Ralph Stafford, primo conte Stafford |  |  | Edmund de Stafford, I barone Stafford |  |
|                                            |                           | Margaret Bassett                         |                                                  |  |  |       |  |  | Ralph Stafford, primo conte Stafford |  |  |                                       |  |
| Hugh de Stafford, II conte di Stafford     |                           |                                          |                                                  |  |  |       |  |  | Ralph Stafford, primo conte Stafford |  |  |                                       |  |
|                                            |                           | Margaret de Audley, II baronessa Audley  | Hugh de Audley, I conte di Gloucester            |  |  |       |  |  |                                      |  |  |                                       |  |
|                                            |                           | Margaret de Audley, II baronessa Audley  | Hugh de Audley, I conte di Gloucester            |  |  |       |  |  |                                      |  |  |                                       |  |
|                                            |                           | Margaret de Audley, II baronessa Audley  | Margaret de Clare                                |  |  |       |  |  |                                      |  |  |                                       |  |
| Edmund Stafford, V conte di Stafford       |                           | Margaret de Audley, II baronessa Audley  |                                                  |  |  |       |  |  |                                      |  |  |                                       |  |
|                                            |                           | Thomas de Beauchamp, XI conte di Warwick | Guy de Beauchamp, X conte di Warwick             |  |  |       |  |  |                                      |  |  |                                       |  |
|                                            |                           | Thomas de Beauchamp, XI conte di Warwick | Guy de Beauchamp, X conte di Warwick             |  |  |       |  |  |                                      |  |  |                                       |  |
|                                            |                           | Thomas de Beauchamp, XI conte di Warwick | Alice de Toeni                                   |  |  |       |  |  |                                      |  |  |                                       |  |
| Philippa de Beauchamp                      |                           | Thomas de Beauchamp, XI conte di Warwick |                                                  |  |  |       |  |  |                                      |  |  |                                       |  |
|                                            |                           | Katherine Mortimer                       | Ruggero Mortimer, I conte di March               |  |  |       |  |  |                                      |  |  |                                       |  |
|                                            |                           | Katherine Mortimer                       | Ruggero Mortimer, I conte di March               |  |  |       |  |  |                                      |  |  |                                       |  |
|                                            |                           | Katherine Mortimer                       | Giovanna de Geneville, II baronessa di Geneville |  |  |       |  |  |                                      |  |  |                                       |  |
| Humphrey Stafford                          |                           | Katherine Mortimer                       |                                                  |  |  |       |  |  |                                      |  |  |                                       |  |
|                                            | Edoardo III d'Inghilterra | Edoardo II d'Inghilterra                 |                                                  |  |  |       |  |  |                                      |  |  |                                       |  |
|                                            | Edoardo III d'Inghilterra | Edoardo II d'Inghilterra                 |                                                  |  |  |       |  |  |                                      |  |  |                                       |  |
|                                            | Edoardo III d'Inghilterra | Isabella di Francia                      |                                                  |  |  |       |  |  |                                      |  |  |                                       |  |
| Tommaso Plantageneto, I duca di Gloucester | Edoardo III d'Inghilterra |                                          |                                                  |  |  |       |  |  |                                      |  |  |                                       |  |
|                                            |                           | Filippa di Hainaut                       | Guglielmo I di Hainaut                           |  |  |       |  |  |                                      |  |  |                                       |  |
|                                            |                           | Filippa di Hainaut                       | Guglielmo I di Hainaut                           |  |  |       |  |  |                                      |  |  |                                       |  |
|                                            |                           | Filippa di Hainaut                       | Giovanna di Valois (1294-1342)                   |  |  |       |  |  |                                      |  |  |                                       |  |
| Anne di Gloucester                         |                           | Filippa di Hainaut                       |                                                  |  |  |       |  |  |                                      |  |  |                                       |  |
|                                            |                           | Humphrey di Bohun, VII conte di Hereford | William de Bohun, I conte di Northampton         |  |  |       |  |  |                                      |  |  |                                       |  |
|                                            |                           | Humphrey di Bohun, VII conte di Hereford | William de Bohun, I conte di Northampton         |  |  |       |  |  |                                      |  |  |                                       |  |
|                                            |                           | Humphrey di Bohun, VII conte di Hereford | Elizabeth de Badlesmere                          |  |  |       |  |  |                                      |  |  |                                       |  |
| Eleanor de Bohun                           |                           | Humphrey di Bohun, VII conte di Hereford |                                                  |  |  |       |  |  |                                      |  |  |                                       |  |
|                                            |                           | Joan de Bohun, Contessa di Hereford      | Richard FitzAlan, X conte di Arundel             |  |  |       |  |  |                                      |  |  |                                       |  |
|                                            |                           | Joan de Bohun, Contessa di Hereford      | Richard FitzAlan, X conte di Arundel             |  |  |       |  |  |                                      |  |  |                                       |  |
|                                            |                           | Joan de Bohun, Contessa di Hereford      | Eleanor di Lancaster                             |  |  |       |  |  |                                      |  |  |                                       |  |
|                                            |                           | Joan de Bohun, Contessa di Hereford      |                                                  |  |  |       |  |  |                                      |  |  |                                       |  |